# Binnish
Binnish (arabe : بِنِّش) est une ville de Syrie sur la route d'Idleb à Alep, dans la province d'Idleb.
Selon le Bureau central des statistiques de Syrie (en) (BCS), Binnish avait une population de 52 000 habitants lors du recensement de 2011. Ses habitants sont principalement des musulmans sunnites.

## Géographie
La ville est située sur une colline.  

### Localisation et communes limitrophes

Localisation du sous-district (nahiya) de Binnish dans le gouvernorat d'Idleb.

Les localités avoisinantes sont : Kafraya et Maarat Misrine (en) au nord-ouest, Foua au nord, Taoum (en) et Taftanaz (en) au nord-est, Afs (en) au sud-est et Sarmine (en) au sud.

### Climat
Le temps est doux à Binnish. Le climat y est sensiblement le même qu'à Idleb. 
| Mois                              | jan. | fév. | mars | avril | mai  | juin | jui. | août | sep. | oct. | nov. | déc. | année |
| --------------------------------- | ---- | ---- | ---- | ----- | ---- | ---- | ---- | ---- | ---- | ---- | ---- | ---- | ----- |
| Température minimale moyenne (°C) | 2,5  | 3,2  | 6    | 9,5   | 13,8 | 18,4 | 21   | 21,4 | 18,4 | 13,4 | 7,4  | 4    | 11,6  |
| Température moyenne (°C)          | 6,2  | 7,7  | 11,3 | 15,8  | 20,9 | 25   | 27,1 | 27,8 | 25,1 | 20   | 13   | 8,1  | 17,3  |
| Température maximale moyenne (°C) | 9,9  | 12,2 | 16,7 | 22,2  | 28   | 31,7 | 33,2 | 34,2 | 31,8 | 26,7 | 18,7 | 12,2 | 23,1  |
| Précipitations (mm)               | 97   | 88   | 59   | 41    | 18   | 5    | 0    | 0    | 6    | 25   | 41   | 93   | 473   |

## Histoire
Le nom de la ville de Binnish est mentionné sur les tablettes d'Ebla datant de XXIVe siècle av. J.-C..

## Population
Les habitants de la ville sont réputés accueillants. D'une manière générale, ils viennent de tous horizons sociaux et économiques. Le taux d'analphabétisme est faible comparé à ce qu'il était il y a 30 ans[réf. nécessaire].

### Religion
La majorité de la population est musulmane sunnite.

## Économie

### Agriculture
La ville est réputée pour ses oliviers, ses vignes et ses figuiers en plus de ses cultures variées de toutes sortes.

## Culture et patrimoine

### Patrimoine architectural
La ville dispose en son centre d'une grande mosquée typique de l'art mamelouk, qui fut construit à l'époque (1250-1517) du sultanat éponyme.

### Personnalité née à Binnish
- Abou Mohammed al-Adnani (1977-2016), bras droit d'Abou Bakr al-Baghdadi, porte-parole officiel et superviseur des projets d’attentats en Europe de Daech.